# Evagetes meriane
Evagetes meriane is een vliesvleugelig insect uit de familie van de spinnendoders (Pompilidae). De wetenschappelijke naam van de soort is voor het eerst geldig gepubliceerd in 2003 door Van der Smissen.